# Comté de Saint Clair (Michigan)
Pour les articles homonymes, voir Comté de Saint Clair.
Le comté de Saint Clair (en anglais : Saint Clair County) est un comté situé à l'est de l'État du Michigan, près de la frontière canadienne, et la rivière et lac Sainte-Claire. Le comté est nommé d'après le lac et la rivière. Son siège est à Port Huron. Selon le recensement de 2000, sa population est de 164 235 habitants.

## Histoire
le 18 septembre 1820 est la date de création du comté.

## Géographie
Le comté a une superficie de 2 167 km², dont 1 876 km² est de terre.

### Comtés adjacents
- Comté de Sanilac (nord)
- Comté de Lapeer (ouest)
- Comté de Lambton, Ontario, Canada (est)
- Comté de Macomb (sud)